# Iris nana
Iris nana es una especie de mantis de la familia Tarachodidae.

## Distribución geográfica
Se encuentra en Afganistán, Beluchistán, India,  Irak y en Irán.